# الیزابت میشلر-جونز
الیزابت میشلر-جونز (آلمانی: Elisabeth Micheler-Jones؛ زادهٔ ۳۰ آوریل ۱۹۶۶) قایقران کایاک اهل آلمان است.